# 配置販売業

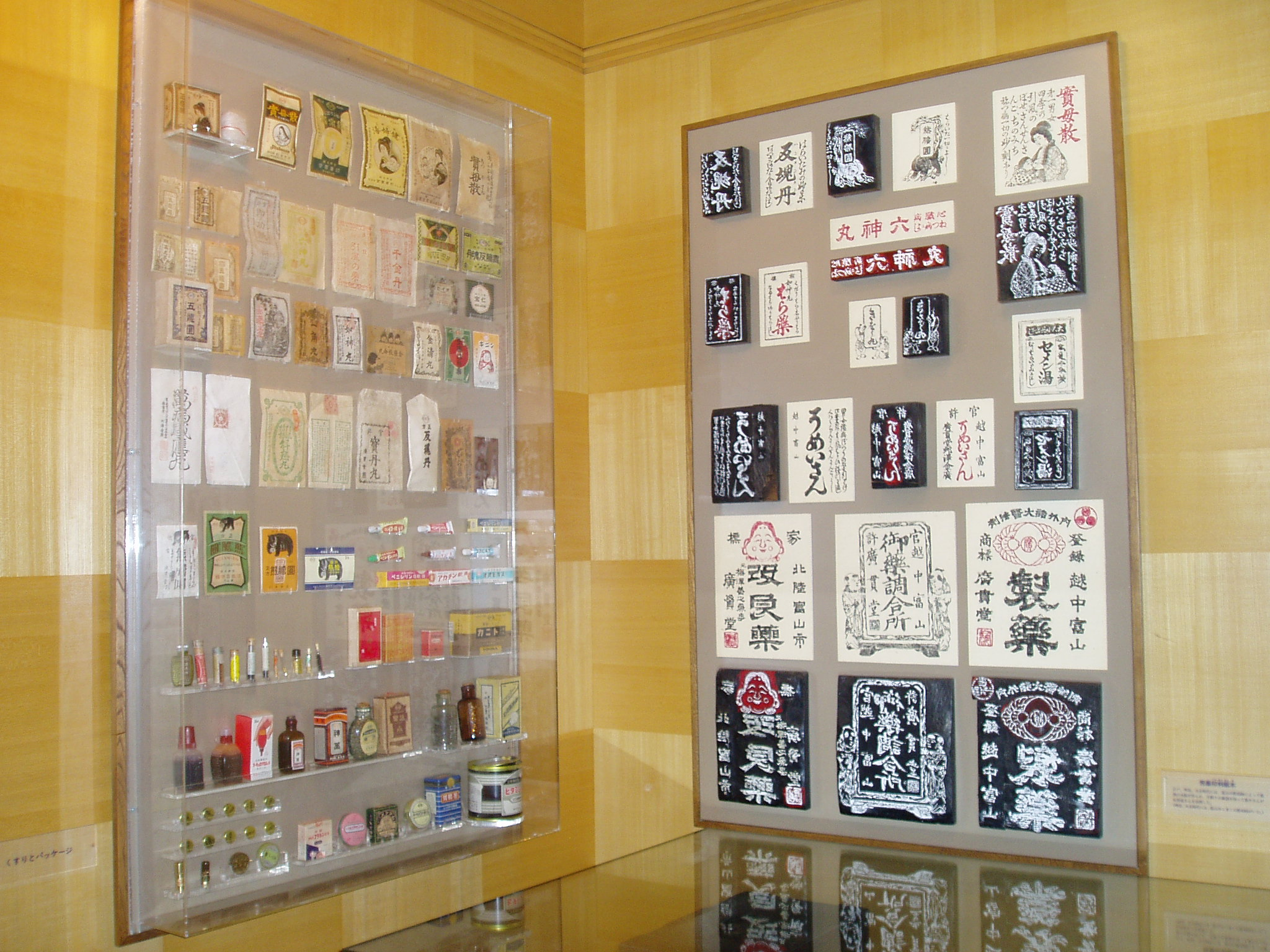
配置販売業で有名な富山県の配置薬

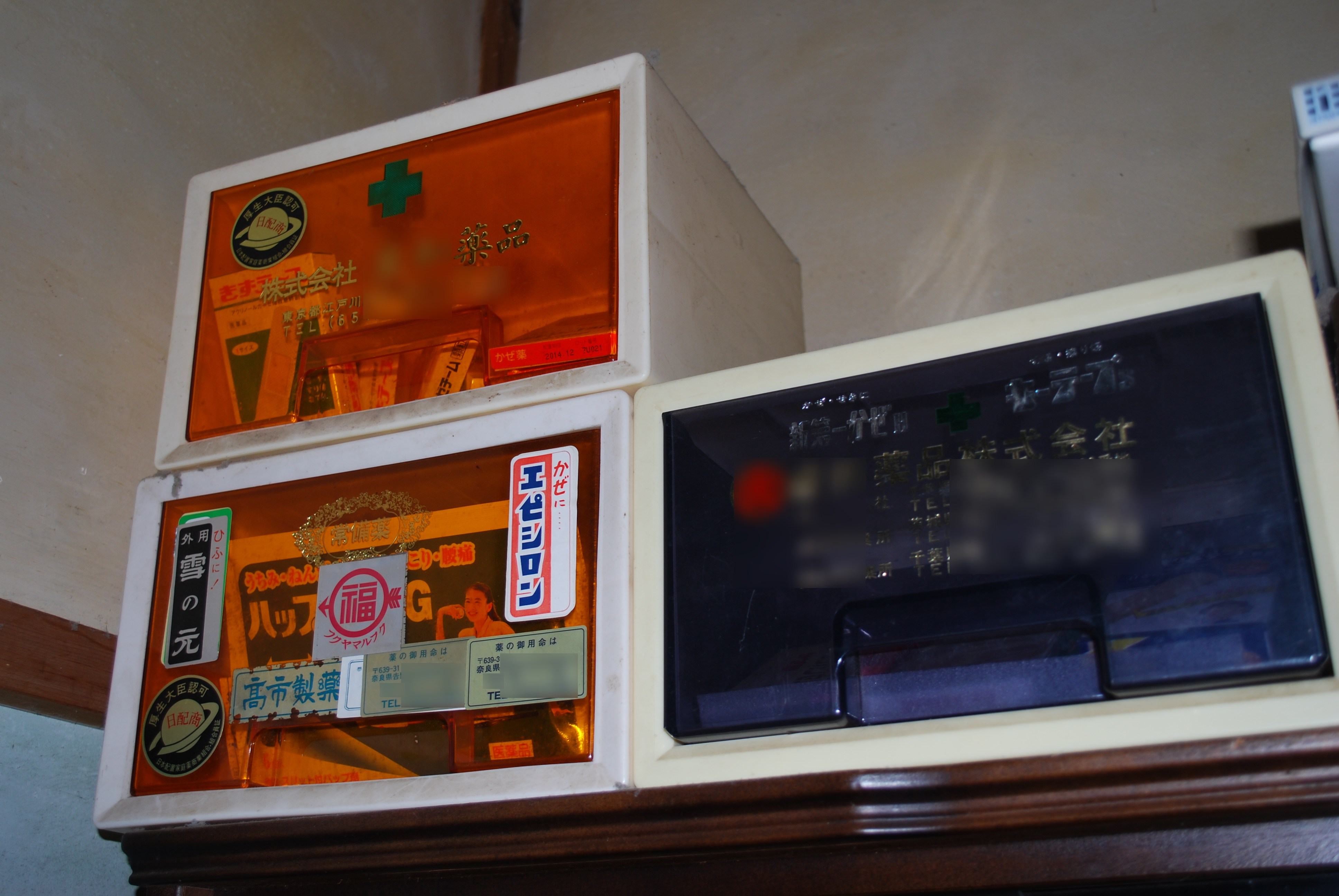
家庭に置かれた置き薬

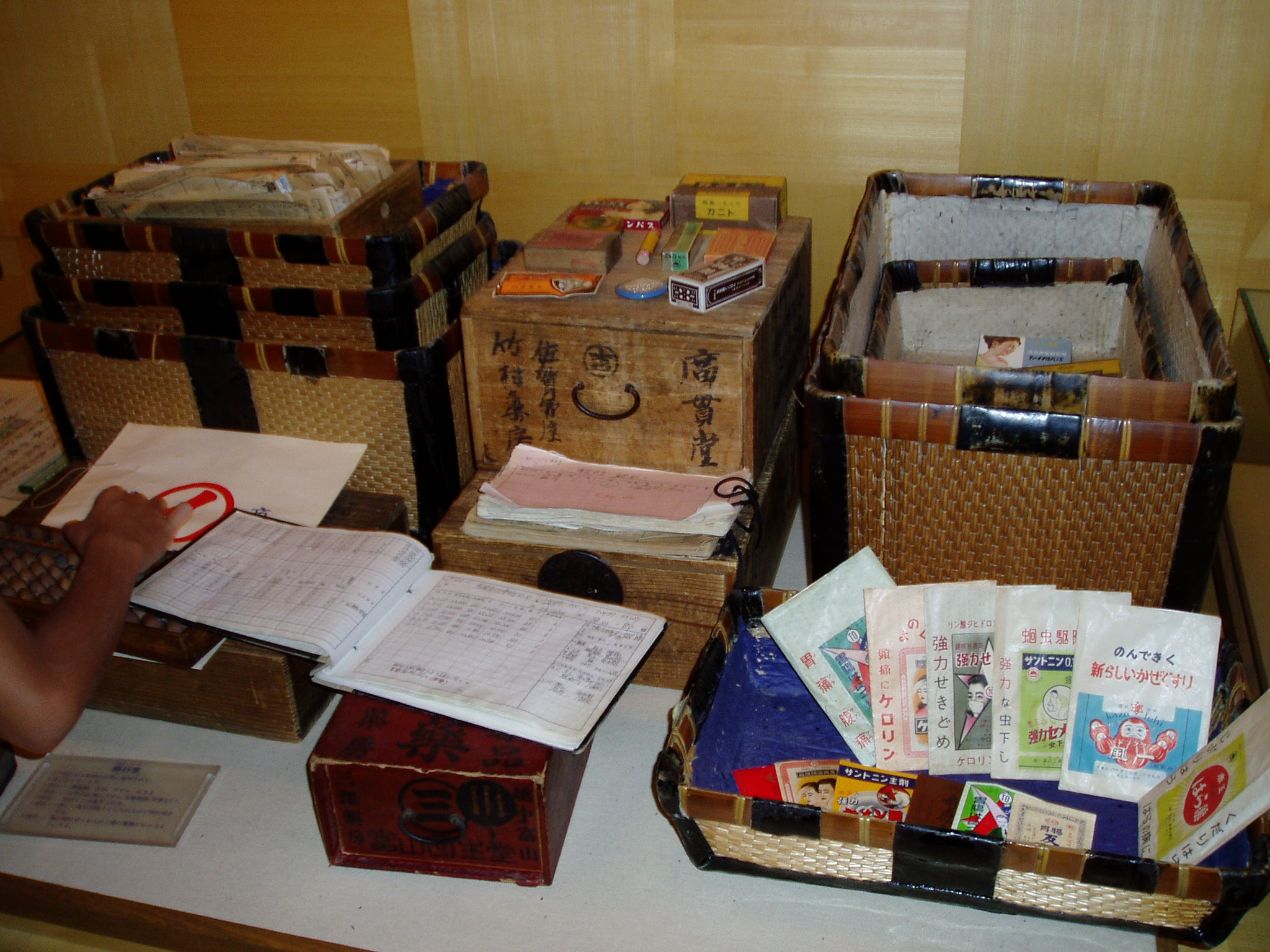
戦前の配置販売業の薬箱と領収書

配置販売業（はいちはんばいぎょう）は、医薬品の販売業の業態のひとつである。富山の置き薬（富山の売薬）がその典型である。日本独自の医薬品販売の形態で、医薬品医療機器等法第25条第2号、第30条〜第33条に規定されている。
販売員（配置員）が消費者の家庭や企業を訪問し、医薬品の入った箱（配置箱、預箱（あずけばこ））を配置し、次回の訪問時に使用した分の代金を精算し、集金する仕組み（「先用後利（せんようこうり）」という。）である。配置員が配置した薬は、一般に「置き薬」（おきぐすり）と呼ばれる。

## 定義
配置販売業は、一般用医薬品を、配置により販売または授与する業務（法第25条第2号）。
配置販売業は、「先用後利」という、購入者の居宅に医薬品をあらかじめ預けておき、購入者がこれを使用した後でなければ代金請求権を生じない販売形態であるため、一般用医薬品のうち経年変化が起こりにくい等の基準に適合するもの以外の医薬品を販売等してはならない（法第31条）
配置販売業者は、通常、常備薬として用いられる製品をひと揃い収めた「配置箱」を預ける。これは法律上、陳列に該当する。また、薬剤師が配置販売に従事していない場合には、第一類医薬品の販売または授与を行うことができない（法第36条の9）

## 制度
配置販売業は都道府県知事から許可を得て、厚生労働大臣から指定を受けた品目について、許可を受けた地域（都道府県の全域または一部地域）にて業務を行うことができる。この許可の有効期限は6年であり、同地域での業務の継続を希望する場合は許可の更新が必要である。また配置販売に従事する者は都道府県知事が証明する「配置従事者身分証明書」が必要で、この証明書の期限は2年である。

## 運営の仕組み
- 配置販売業者は、「その業務に係る都道府県の区域を、自ら管理し、又は当該都道府県の区域において配置販売に従事する配置員のうちから指定したものに管理させなければならない。」（法第31条の2第1項）
- その区域を管理する者（以下「区域管理者」という。）は、「厚生労働省令で定めるところにより、薬剤師又は登録販売者でなければならない。」（法第31条の2第2項）
- 区域管理者は、保健衛生上支障を生ずるおそれがないように、その業務に関し配置員を監督し、医薬品その他の物品を管理し、その他、その区域の業務につき、必要な注意をしなければならず、また、配置販売業者に対して必要な意見を述べなければならない（法第31条の3）
- 配置販売業者は、その区域管理者の意見を尊重しなければならない（法第31条の4第2項）。
- 配置販売業者がいわゆる行商という業態による販売であることから、これに対し薬事監視を行いやすくする必要性に基づき、「配置販売業者又はその配置員は、医薬品の配置販売に従事しようとするときは、その氏名、配置販売に従事しようとする区域その他厚生労働省令で定める事項を、あらかじめ、配置販売に従事しようとする区域の都道府県知事に届け出なければならない。」（法第32条）。ここでいう厚生労働省で定める事項は、配置販売業者の氏名及び住所、配置販売に従事する者の氏名及び住所、配置販売に従事する区域及びその期間である（同法施行規則第156条）。
- 配置販売業者またはその配置員は、その住所地の都道府県知事が発行する身分証明書の交付を受け、かつ、これを携帯しなければ、医薬品の配置販売に従事してはならない（法第33条1項）。
- 薬局開設者又は店舗販売業は、店舗による販売または授与以外の方法により、医薬品を販売等してはならず、同様に、配置販売業者は、配置以外の方法により医薬品を販売等してはならない、とされている（法第37条1項）。よってそれぞれ、販売等をしようとする場合は、それぞれ別途に許可を受ける必要がある。また、配置販売業では、医薬品を開封して販売すること（いわゆる「量り売り」）は禁止されている（法第37条2項）。

## 販売できる医薬品の範囲
販売できる医薬品は一般用医薬品について次のように定められている（施行規則第159条の14）
- 「第一類医薬品については、薬剤師に、自ら又はその管理及び指導の下で登録販売者若しくは一般従事者をして、当該区域における医薬品を配置する場所（医薬品を配置する居宅その他の場所をいう。以下同じ。）において、対面で販売させ、又は授与させなければならないこととしたこと」
- 「第二類医薬品（指定第二類含む）又は第三類医薬品については、薬剤師又は登録販売者に、自ら又はその管理及び指導の下で一般従事者をして、当該区域における医薬品を配置する場所において、対面で販売させ、又は授与させなければならないこととしたこと。」

　なお、この他「配置販売業」に関する事項は「店舗販売業」にほぼ類似している事項があるので詳細はこちらの、3 配置販売業に関する事項を参照•「薬事法の一部を改正する法律等の施行等について」（平成21年5月8日薬食発第0508003号医薬食品局通知（平成23年5月13日最終改正）

## 資質向上
業界では配置従事者の資質を向上させるための新人研修や、年に2回から4回の講習会を各県において社団法人の協会や協議会などで行っている。
配置員は薬剤師である必要はなく、このことが医薬品の無資格販売の是非や、薬剤師のいる薬局・ドラッグストアなど以外での医薬品の販売についての議論の端緒のひとつとなっている。（これを契機に、薬剤師とは別に登録販売者の制度が規定された）
また、訪問販売に近い形式であるにもかかわらず、医薬品（配置販売業）に関しては2009年11月まで特定商取引に関する法律（クーリング・オフ）の適用を受けなかったことから、配置箱の新規契約や契約解除等をめぐるトラブルが消費生活センターなどに多く寄せられる例が見られ、2009年12月の改正特商法施行により医薬品の配置販売業も対象となり、未使用時のクーリングオフ制度や過量販売に対する規制が行われている。
業界ではこうした問題を重く受け止め、2006年（平成17年）11月配置販売会社を中心に新たな団体「日本置き薬協会」を立ち上げた。この協会の目的は、今後は国民の真の健康、真のセルフメディケーションの普及への貢献であり、配置販売員の資格問題、モラルの向上、医療制度改革の問題等に取り組む。
また業界各社においても、安全な医薬品販売を遂行するため配置販売員に対し登録販売者資格の取得させることを推奨している。

## 歴史
起源は江戸時代の岡山地方ではじまり、富山の薬売りが盛んになり全国に広まった。この販売形式を「先用後利（せんようこうり）」という言葉で言い表している。詳しくは富山の売薬を参照。

## 海外での動き
病院が遠隔地にあり、通院することが難しい地域や、軽度の風邪などで初期医療に関わる費用を軽減できるメリットが注目され、モンゴルやタイで置き薬の普及への取り組みが各国政府と日本財団により行われている。